# Amduscia
Amduscia es una banda de electro dark formada en 1999 en la Ciudad de México.
El nombre del grupo proviene del demonio Amdusias en la demonología medieval. que según se dice, es un duque del infierno especialmente dedicado a crear música. En su música expresan lo conscerniente al lado oscuro del ser humano, esto a través de voces distorsionadas y agresivas respaldadas por secuencias de corte techno/trance, pulsantes ritmos, sin dejar de lado bases sólidas de E.B.M. que les ha dado ese sonido distintivo dentro de la escena
La historia en ascenso de la banda comienza cuando el prestigioso sello alemán Out of line, inserta un par de tracks en sus bien conocidas compilaciones "Machineries of Joy", para después otorgarles un contrato para editar su primer álbum llamado "Melodies for the Devil" el cual tuvo gran aceptación entre los que gustan del género.
Hasta hoy día, la banda ha editado 2 álbumes más, (From abuse to apostasy(2006) y Madness in Abyss(2008), más un EP titulado Dead or Alive, los cuales han llegado a posicionarse en muy buenas posiciones dentro de los charts alemanes como son el D.A.C (deutsche alternative chart), esto los ha llevado a tener fanes en México y Europa, mayoritariamente en Alemania. Ellos han participado en el Wave-Gotik-Treffen, M'era Luna (festival) Out of line Festival y en tours en Europa, uno de ellos con Combichrist.
El grupo recientemente en su sitio oficial anunció la salida de Raúl debido a diferencias profesionales, para concentrarse de lleno en su hasta entonces proyecto alterno LuciferChrist dejando así Amduscia como un proyecto de sólo 2 personas; sin embargo el 25 de marzo de 2010 Edgar fallece debido a complicaciones médicas.

## Discografía
- Perdición, Perversión, Demencia (Demo CD, 2003)
- Melodies for the Devil (CD, 2003)
- Dead or Alive (EP, 2005)
- Impulso Biomecànico (EP, 2005)
- From Abuse to Apostasy (CD, 2006)
- Madness in Abyss (CD, 2008)
- Death, Thou Shalt Die (CD, 2011)
- Filofobia (CD, 2013)